# 35. ceremonia wręczenia Złotych Globów
Złote Globy za 1977 rok odbyły się 28 stycznia 1978 r. w Beverly Hilton Hotel w Los Angeles.
Nagrodę im. Cecila DeMille za całokształt twórczości otrzymał Red Skelton.
Nagrodę Henrietty dla najbardziej popularnych aktorów otrzymali Robert Redford i Barbra Streisand.

Laureaci:

## Kino

### Najlepszy film dramatyczny
Punkt zwrotny, reż. Herbert Ross

nominacje:
- Bliskie spotkania trzeciego stopnia, reż. Steven Spielberg
- Nigdy nie obiecywałem ci ogrodu pełnego róz, reż. Anthony Page
- Julia, reż. Fred Zinnemann
- Gwiezdne wojny: część IV – Nowa nadzieja, reż. George Lucas

### Najlepsza komedia lub musical
Dziewczyna na pożegnanie, reż. Herbert Ross

nominacje:
- Annie Hall, reż. Woody Allen
- Lęk wysokości, reż. Mel Brooks
- New York, New York, reż. Martin Scorsese
- Gorączka sobotniej nocy, reż. John Badham

### Najlepszy aktor dramatyczny
Richard Burton – Jeździec

nominacje:
- Al Pacino – Bobby Deerfield
- Marcello Mastroianni – Szczególny dzień
- Henry Winkler – Heroes
- Gregory Peck – MacArthur

### Najlepsza aktorka dramatyczna
Jane Fonda – Julia

nominacje:
- Kathleen Quinlan – Nigdy nie obiecywałem ci ogrodu pełnego róż
- Diane Keaton – W poszukiwaniu idealnego kochanka
- Gena Rowlands – Premiera
- Anne Bancroft – Punkt zwrotny

### Najlepszy aktor w komedii lub musicalu
Richard Dreyfuss – Dziewczyna na pożegnanie

nominacje:
- Woody Allen – Annie Hall
- Mel Brooks – Lęk wysokości
- Robert De Niro – New York, New York
- John Travolta – Gorączka sobotniej nocy

### Najlepsza aktorka w komedii lub musicalu
- Diane Keaton – Annie Hall
- Marsha Mason – Dziewczyna na pożegnanie

nominacje:
- Lily Tomlin – Ostatni seans
- Liza Minnelli – New York, New York
- Sally Field – Mistrz kierownicy ucieka

### Najlepszy aktor drugoplanowy
Peter Firth – Jeździec

nominacje:
- Jason Robards – Julia
- Maximilian Schell – Julia
- Alec Guinness – Gwiezdne wojny: część IV – Nowa nadzieja
- Michaił Barysznikow – Punkt zwrotny

### Najlepsza aktorka drugoplanowa
Vanessa Redgrave – Julia

nominacje:
- Quinn Cummings – Dziewczyna na pożegnanie
- Ann-Margret – Joseph Andrews
- Joan Blondell – Premiera
- Lilia Skala – Roseland
- Leslie Browne – Punkt zwrotny

### Najlepsza reżyseria
Herbert Ross – Punkt zwrotny

nominacje:
- Woody Allen – Annie Hall
- Steven Spielberg – Bliskie spotkania trzeciego stopnia
- Fred Zinnemann – Julia
- George Lucas – Gwiezdne wojny: część IV – Nowa nadzieja

### Najlepszy scenariusz
Neil Simon – Dziewczyna na pożegnanie

nominacje:
- Woody Allen i Marshall Brickman – Annie Hall
- Steven Spielberg – Bliskie spotkania trzeciego stopnia
- Alvin Sargent – Julia
- Arthur Laurents – Punkt zwrotny

### Najlepsza muzyka
John Williams – Gwiezdne wojny: część IV – Nowa nadzieja 

nominacje:
- John Williams – Bliskie spotkania trzeciego stopnia
- Al Kasha i Joel Hirschhorn – Pete’s Dragon
- Barry Gibb, Maurice Gibb, Robin Gibb i David Shire – Gorączka sobotniej nocy
- Marvin Hamlisch i Carole Bayer Sager – Szpieg, który mnie kochał

### Najlepsza piosenka
„You Light Up My Life” – You Light Up My Life – muzyka i słowa: Joseph Brooks

nominacje:
- „Down Deep Inside” – Głębia – muzyka: John Barry; słowa: John Barry i Donna Summer
- „New York, New York” – New York, New York – muzyka: John Kander; słowa: Fred Ebb
- „How Deep Is Your Love?” – Gorączka sobotniej nocy – muzyka i słowa: Barry Gibb, Maurice Gibb i Robin Gibb
- „Nobody Does It Better” – Szpieg, który mnie kochał – muzyka: Marvin Hamlisch; słowa: Carole Bayer Sager

### Najlepszy film zagraniczny
Szczególny dzień, reż. Ettore Scola  Włochy

nominacje:
- Mroczny przedmiot pożądania, reż. Luis Buñuel  Francja/ Hiszpania
- Nakarmić kruki, reż. Carlos Saura  Hiszpania
- Jak zrobić słonia w trąbę, reż. Yves Robert  Francja
- Życie przed sobą, reż. Mosze Mizrachi  Francja